# Смолярня (Кличевский район)
Смолярня (бел. Смаля́рня) — деревня в Кличевском районе Могилёвской области Беларуси. Входит в состав Несятского сельсовета.

## География
Ближайшие населённые пункты Константов, Несята, Плоское и др.
Пролегает дорога Н-10628.

## История
Бывший польский застенок (поселение), селение мелкопоместной шляхты.

Село́ описывает книга Флориана Чарнышевича Приберезинцы (первое издание 1942):

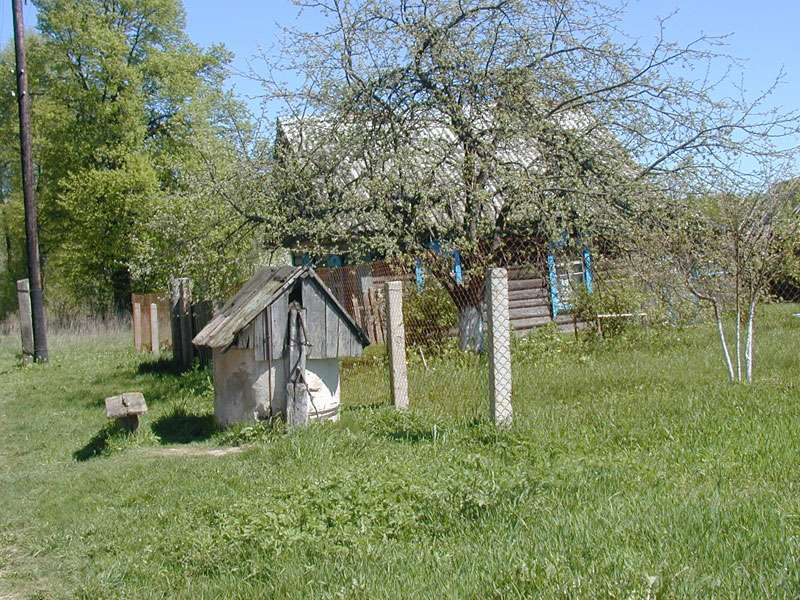

‘’По левой стороне стоят дома, по правой сады. Дома крытые гонтом, большие, по три и четыре комнаты. Дворики и улица огорожены острыми жердями, обсажены кудрявыми деревьями. За садами находятся огороды с капустой, а огородов касается пуща; за свинарниками гумна, за гумнами выгон. За выгоном поле, за полем луг, за лугом другой лес, но не пуща. Я все я знаю. В Смолярни 22 хозяйства’’.

## Население

### Численность
- 2009 год — 1 житель

### Динамика
- 2009 год — 1 житель (перепись населения)[2]